# П'єтро Терраччано
П'єтро Терраччано (італ. Pietro Terracciano, нар. 8 березня 1990, Сан-Феліче-а-Канчелло) — італійський футболіст, воротар клубу «Фіорентина».

## Ігрова кар'єра
Народився 8 березня 1990 року в місті Сан-Феліче-а-Канчелло. Вихованець футбольної школи клубу «Авелліно». З 2008 року почав потрапляти до заявки основної команди клубу, утім у дорослому футболі дебютував лише наступного року у складі «Ночеріни» на рівні Лега Про Секонда Дівізіоне. Наступного сезону грав на тому ж рівні за «Мілаццо».
Влітку 2011 року молодий гравець перейшов до вищолігової «Катанії», де став одним із резервних голкіперів. Протягом сезону 2013/14 на правах оренди грав за рідний «Авелліно», а у 2015–2017 роках також як орендований гравець захищав воротар іншого друголігового клубу, «Салернітани».
Влітку 2017 року за 800 тисяч євро перебрався до ще одного представника Серії B, «Емполі», де задовільнявся статусом резервного воротаря.
На початку 2019 року був орендований «Фіорентиною», а влітку того ж року уклав з клубом повноцінний контракт на правах вільного агента. У лавах «фіалок» став дублером Бартломея Дронговського, а на початку сезону 2021/22, після травми молодого польського голкіпера, став основним воротарем команди.

## Статистика виступів

### Статистика клубних виступів
Станом на 23 січня 2022
| Сезон                   | Команда                 | Чемпіонат               | Чемпіонат | Чемпіонат | Національний кубок | Національний кубок | Національний кубок | Континентальні кубки | Континентальні кубки | Континентальні кубки | Інші змагання | Інші змагання | Інші змагання | Усього | Усього |
| Сезон                   | Команда                 | Ліга                    | Ігор      | Голів     | Ліга               | Ігор               | Голів              | Ліга                 | Ігор                 | Голів                | Ліга          | Ігор          | Голів         | Ігор   | Голів  |
| ----------------------- | ----------------------- | ----------------------- | --------- | --------- | ------------------ | ------------------ | ------------------ | -------------------- | -------------------- | -------------------- | ------------- | ------------- | ------------- | ------ | ------ |
| 2009–10                 | «Ночерина»              | ЛП2Д                    | 23        | -27       | КІ+КІ-ЛП           | 1+?                | -1 + ?             | -                    | -                    | -                    | -             | -             | -             | 24     | -28    |
| Усього за «Ночерину»    | Усього за «Ночерину»    | Усього за «Ночерину»    | 23        | -27       |                    | 1+?                | -1 + ?             |                      | -                    | -                    |               | -             | -             | 24     | -28    |
| 2010–11                 | «Мілаццо»               | ЛП2Д                    | 20+2      | -12 + -3  | КІ-ЛП              | ?                  | ?                  | -                    | -                    | -                    | -             | -             | -             | 22     | -15    |
| Усього за «Мілаццо»     | Усього за «Мілаццо»     | Усього за «Мілаццо»     | 20+2      | -12 + -3  |                    | ?                  | ?                  |                      | -                    | -                    |               | -             | -             | 22     | -15    |
| 2011–12                 | «Катанія»               | A                       | 2         | -3        | КІ                 | 0                  | 0                  | -                    | -                    | -                    | -             | -             | -             | 2      | -3     |
| 2012–13                 | «Катанія»               | A                       | 0         | 0         | КІ                 | 0                  | 0                  | -                    | -                    | -                    | -             | -             | -             | 0      | 0      |
| 2013–14                 | «Авелліно»              | B                       | 18        | –         | КІ                 | 0                  | 0                  | -                    | -                    | -                    | -             | -             | -             | 18     | –      |
| Усього за «Авелліно»    | Усього за «Авелліно»    | Усього за «Авелліно»    | 18        | –         |                    | 0                  | 0                  |                      | -                    | -                    |               | -             | -             | 18     | –      |
| 2014–15                 | «Катанія»               | B                       | 6         | -7        | КІ                 | 2                  | -2                 | -                    | -                    | -                    | -             | -             | -             | 8      | -9     |
| Усього за «Катанію»     | Усього за «Катанію»     | Усього за «Катанію»     | 8         | -10       |                    | 2                  | -2                 |                      | -                    | -                    |               | -             | -             | 10     | -12    |
| 2015–16                 | «Салернітана»           | B                       | 31+2      | -46 + -1  | КІ                 | 1                  | -2                 | -                    | -                    | -                    | -             | -             | -             | 34     | -49    |
| 2016–17                 | «Салернітана»           | B                       | 21        | -27       | КІ                 | 2                  | -1                 | -                    | -                    | -                    | -             | -             | -             | 23     | -28    |
| Усього за «Салернітану» | Усього за «Салернітану» | Усього за «Салернітану» | 52+2      | -73 + -1  |                    | 3                  | -3                 |                      | -                    | -                    |               | -             | -             | 57     | -77    |
| 2017–18                 | «Емполі»                | B                       | 3         | -2        | КІ                 | 0                  | 0                  | -                    | -                    | -                    | -             | -             | -             | 3      | -2     |
| 2018-січ. 2019          | «Емполі»                | A                       | 8         | -10       | КІ                 | 1                  | -3                 | -                    | -                    | -                    | -             | -             | -             | 9      | -13    |
| Усього за «Емполі»      | Усього за «Емполі»      | Усього за «Емполі»      | 11        | -12       |                    | 1                  | -3                 |                      | -                    | -                    |               | -             | -             | 12     | -15    |
| січ.-черв. 2019         | «Фіорентина»            | A                       | 2         | -3        | КІ                 | 0                  | 0                  | -                    | -                    | -                    | -             | -             | -             | 2      | -3     |
| 2019–20                 | «Фіорентина»            | A                       | 7         | -5        | КІ                 | 3                  | -3                 | -                    | -                    | -                    | -             | -             | -             | 10     | -8     |
| 2020–21                 | «Фіорентина»            | A                       | 4         | -4        | КІ                 | 3                  | -3                 | -                    | -                    | -                    | -             | -             | -             | 7      | -7     |
| 2021–22                 | «Фіорентина»            | A                       | 18        | -24       | КІ                 | 2                  | -1                 | -                    | -                    | -                    | -             | -             | -             | 20     | -25    |
| Усього за «Фіорентину»  | Усього за «Фіорентину»  | Усього за «Фіорентину»  | 31        | -36       |                    | 8                  | -7                 |                      | -                    | -                    |               | -             | -             | 39     | -43    |
| Усього за кар'єру       | Усього за кар'єру       | Усього за кар'єру       | 167       | –3        |                    | 15                 | -16                |                      | -                    | -                    |               | -             | -             | 182    | –9     |